# Deaf Not Blind
A Deaf Not Blind videó a brit Motörhead zenekar 1984-ben megjelent filmje, mely az Iron Fist és Killed by Death dalok klipjei mellett 1980-ban és 1983-ban rögzített, koncertet imitáló felvételeket tartalmaz, a klasszikus Motörhead-albumok dalaiból válogatva.
Közönség nem látható a videón, csak a színpadi képek alá kevert erőteljes közönségzaj hallatszik a számok között, maguk a dalok pedig nem élőben, hanem a stúdiólemezekről kimásolt változatban szólalnak meg.

## A videó dalai
1. "Overkill" [Live 1980]
2. "Stay Clean" [Live 1980]
3. "No Class" [Live 1980]
4. "Capricorn" [Live 1980]
5. "Bomber" [Live 1980]
6. "Poison" [Live 1980]
7. "Dead Men Tell No Tales" [Live 1980]
8. "Ace Of Spades" [Live 1980]
9. "The Chase is Better Than The Catch" [Live 1980]
10. "Iron Fist" [video clip 1982]
11. "Shine" [Live 1983]
12. "One Track Mind" [Live 1983]
13. "I Got Mine" [Live 1983]
14. "Killed By Death" [video clip 1984]

## Közreműködők
Motörhead (1976-1982)
- Ian 'Lemmy' Kilmister – basszusgitár, ének
- 'Fast' Eddie Clark – gitár, ének
- Phil 'Philthy Animal' Taylor – dobok

Motörhead (1983)
- Ian 'Lemmy' Kilmister – basszusgitár, ének
- Brian 'Robbo' Robertson – gitár
- Phil 'Philthy Animal' Taylor – dobok

Motörhead (1984)
- Ian 'Lemmy' Kilmister – basszusgitár, ének
- Phil Campbell - gitár
- Mike 'Würzel' Burston - gitár
- Pete Gill - dobok